# Забытый лучший друг
«Забытый лучший друг» (англ. Best Friend Forgotten) — созданный в 2004 году документальный фильм, рассказывающий о проблеме перенаселения домашних животных в США, которая приводит к гибели миллионов животных ежегодно.

## О фильме
Автор фильма — Джули Лофтон (Julie Lofton  (англ.)), в прошлом комедиант, приняла решение о создании фильма после работы волонтёром в одном из приютов для бездомных животных в Лос-Анджелесе. Лофтон говорит, что «для большинства людей бедствие перенаселения популяции домашних животных остается незамеченным, и фильм должен принести информацию об этой беде в каждый дом».
Согласно пресс-релизу, фильм должен мотивировать людей брать животных из приютов, где, оставшись невостребованными, они могут быть подвергнуты эвтаназии, а также стерилизовать своих питомцев. Питер Гэбриэл назвал «Забытого лучшего друга» «блестящим документальным фильмом, который должен посмотреть каждый, кто любит животных».
Закадровый текст читает Дэвид Духовны.

## Сюжет
Дэвид Духовны на примере реальных историй оказавшихся бездомными метиса лабрадора Кловера и кота Орео рассказывает о серьёзной проблеме кризиса перенаселения животных-компаньонов.
Попав каждый в свой приют (Кловер — в Лос-Анджелесе, Орео — в Чикаго), они становятся одними из миллионов бездомных животных, которых принимают муниципальные приюты в США.
Несмотря на все усилия приютов по поиску новых хозяев, из-за нехватки ресурсов и небольшого количества желающих принять бездомных животных, а также из-за отсутствия целенаправленных программ стерилизации, такие животные чаще усыпляются, чем обретают новый дом.

## Награды
- Best PBS Documentary — National, Genesis Awards, 2005[2][3].

## Animal Content in Entertainment
Вскоре после получения награды за фильм, Лофтон вместе с голливудским офисом Общества защиты животных Соединенных Штатов (HSUS) организовала Animal Content in Entertainment (ACE), чья миссия — развитие и поддержка освещения вопросов защиты животных в кинематографе и на телевидении, в том числе посредством предоставления грантов на создание таких проектов.